# Peredilî (Malîi Șpakiv), Rivne
Peredilî (în ucraineană Переділи) este un sat în comuna Malîi Șpakiv din raionul Rivne, regiunea Rivne, Ucraina.

## Demografie
Componența lingvistică a localității Peredilî
     Ucraineană (99,42%)
     Alte limbi (0,58%)
Conform recensământului din 2001, majoritatea populației localității Peredilî era vorbitoare de ucraineană (99,42%), existând în minoritate și vorbitori de alte limbi.